# Good Ones
«Good Ones» — песня английской певицы и автора песен Charli XCX, выпущенная в качестве лид-сингла из её грядущего пятого студийного альбома Crash (2022). Песня была выпущена 2 сентября 2021 года.

## Информация
На треке «Good Ones» певица отказывается от более экспериментального гиперпоп-звучания, возвращаясь к попсовому звучанию, присутствовавшему ранее в её карьере. Лирически песня повествует о её привычке ввязываться в токсичные отношения.

## Музыкальное видео
Вместе с песней было выпущено музыкальное видео, которое снималось в Мексике Ханной Люкс Дэвис. На видео Чарли запечатлена на похоронах бывшего возлюбленного, танцующей в нижнем белье вокруг могилы и на надгробии, на котором указано её собственное имя, дата её рождения и дата 18 марта 2022 года, дата выхода Crash.

## Отзывы критиков
Джейд Гомес из Paste похвалила песню, сказав «Чарли возвращается с захватывающим клубным бэнгером, который по-прежнему обладает острым умом и причудами».

## Позиции в чартах
В Соединённом Королевстве «Good Ones» дебютировал в чарте UK Singles Chart под номером 44, став 12-м хитом Чарли в топ-50 и 17-м в общем зачёте. В Ирландии песня дебютировала под номером 32.

### Рейтинги
| Публикации | Достижение                 | Место | Ref.  |
| ---------- | -------------------------- | ----- | ----- |
| Pitchfork  | The 100 Best Songs of 2021 | 45    | [ 5 ] |

## Треклист
- Digital download[1]

1. «Good Ones» — 2:16

- Digital download — Joel Corry Remix[6]

1. «Good Ones» (Joel Corry Remix) — 2:45

- Digital download — That Kind Remix[7]

1. «Good Ones» (That Kind Remix) — 2:40

- Digital download — Perfume Genius Remix[8]

1. «Good Ones» (Perfume Genius Remix) — 3:23

## Чарты
| Чарт (2021—2022)                       | Пиковая позиция |
| -------------------------------------- | --------------- |
| Australia (ARIA)                       | 94              |
| Чехия (Rádio — Top 100)                | 17              |
| Мир (Billboard Global 200)             | 164             |
| Венгрия (Rádiós Top 40)                | 37              |
| Ирландия (IRMA)                        | 32              |
| New Zealand Hot Singles (RMNZ)         | 9               |
| Великобритания (OCC UK Singles)        | 44              |
| США (Billboard Dance/Mix Show Airplay) | 38              |
| США (Billboard Pop Airplay)            | 35              |

## Упоминания
1. 1 2 3  Good Ones - Single by Charli XCX. Apple Music (2 сентября 2021). Дата обращения: 11 сентября 2021. Архивировано 23 октября 2021 года.
2. 1 2  Triscari, Caleb. Charli XCX teases new album release date. Pitchfork (17 августа 2021). Дата обращения: 11 сентября 2021. Архивировано 25 апреля 2022 года.
3. 1 2  The Best New Songs: Charli XCXx, Wet, Wiki and more. Paste Magazine (3 сентября 2021). Дата обращения: 11 сентября 2021. Архивировано 5 февраля 2022 года.
4. ↑  Kreps, Daniel. See Charli XCX's 'Twisted, Dramatic' Video for New Song 'Good Ones'. Rolling Stone (2 сентября 2021). Дата обращения: 11 сентября 2021. Архивировано 14 марта 2022 года.
5. ↑  Cook, Cameron. The 100 Best Songs of 2021. Pitchfork (6 декабря 2021). Дата обращения: 6 декабря 2021. Архивировано 6 декабря 2021 года.
6. ↑  Good Ones (Joel Corry Remix) - Single by Charli XCX. Apple Music (4 октября 2021). Дата обращения: 29 декабря 2021. Архивировано 15 марта 2022 года.
7. ↑  Good Ones (THAT KIND Remix) - Single by Charli XCX. Apple Music (12 ноября 2021). Дата обращения: 29 декабря 2021. Архивировано 29 декабря 2021 года.
8. ↑  Good Ones (Perfume Genius Remix) - Single by Charli XCX. Apple Music (10 декабря 2021). Дата обращения: 29 декабря 2021. Архивировано 8 февраля 2022 года.
9. ↑  The ARIA Report: Week Commencing 13 September 2021. The ARIA Report. No. 1645. Australian Recording Industry Association. 13 сентября 2021. p. 4.
10. ↑   "ČNS IFPI" (чешск.). Hitparáda – Radio Top 100 Oficiální. IFPI Czech Republic. Note: Select 5. týden 2022 in the date selector.  Дата обращения: 7 февраля 2022.
11. ↑   "Charli XCX Chart History (Global 200)". Billboard.  Дата обращения: 1 октября 2021.
12. ↑   "Archívum – Slágerlisták – MAHASZ" (венг.). Rádiós Top 40 játszási lista. Magyar Hanglemezkiadók Szövetsége.  Дата обращения: 23 декабря 2021.
13. ↑   "Official Irish Singles Chart Top 50". Official Charts Company.  Дата обращения: 11 сентября 2021.
14. ↑  NZ Hot Singles Chart. Recorded Music NZ (13 сентября 2021). Дата обращения: 11 сентября 2021. Архивировано 10 сентября 2021 года.
15. ↑   "Official Singles Chart Top 100". Official Charts Company.  Дата обращения: 11 сентября 2021.
16. ↑   "Charli XCX Chart History (Dance Mix/Show Airplay)". Billboard.  Дата обращения: 21 декабря 2021.
17. ↑   "Charli XCX Chart History (Pop Songs)". Billboard.  Дата обращения: 5 января 2022.